# Liste der Baudenkmäler in der Kommuneqarfik Sermersooq

Kommunen und Distrikte Grönlands

Die Liste der Baudenkmäler in der Kommuneqarfik Sermersooq umfasst alle geschützten Gebäude und Bereiche in der grönländischen Kommuneqarfik Sermersooq. Für Erklärungen siehe die Liste der Baudenkmäler in Grönland.

## Distrikt Nuuk

### Nuuk
Alle geschützten Gebäude in Nuuk befinden sich im Stadtzentrum. In den Vorstädten gibt es keine geschützten Gebäude.
Hinweis: Einige Gebäude erscheinen im Kommunalplan, aber nicht im Stadtatlas, andere erscheinen im Stadtatlas oder sind laut Nationalmuseum geschützt, tauchen aber nicht im Kommunalplan auf.
| Typ                                 | Nr.    | Beschreibung | Baujahr           | Datum              | Bild | Beleg |
| ----------------------------------- | ------ | --- | ----------------- | ------------------ | ---- | ----- |
| Denkmalschutz                       | B-7    | Hierbei handelt es sich um eines der bedeutendsten historischen Gebäude Grönlands. Es wurde vom Herrnhuter Christian David zwischen 1747 und 1748 als Kirche und Wohnhaus des Missionars errichtet und stellte damit das Zentrum von Ny-Herrnhut dar. Finanziert wurde es von niederländischen Herrnhutern. Es wurde mehrfach umgebaut und zuletzt von 1984 bis 1985 von Karsten Rønnow renoviert, wobei der Westflügel angefügt wurde. Das Gebäude hat ein ausgebautes Dachgeschoss. Das bretterverkleidete als Fachwerkbau errichtete Hauptgebäude hat ein schindelbedecktes Walmdach, während der Seitenflügel von einem Satteldach gekrönt wird. Im Zentrum des Hauptgebäudes thront ein Dachreiter, der als Glockenturm fungiert. An allen Hausecken und -kanten befinden sich weiße Eckpfähle. Von der Nordfassade aus erscheint das Gebäude symmetrisch, wie es vor dem Anbau in den 1980er Jahren ursprünglich war. Hier befinden sich zwei Windfänge mit jeweils einem Fenster. Acht weitere verschieden große Fenster befinden sich direkt an der Nordfassade. Drei Schleppgauben befinden sich auf der nördlichen Dachseite. Auch auf den Gebäudeseiten befinden sich Gauben. Auf der Südseite liegen zwei weitere Gauben und eine ebenso reiche Anzahl an Fenstern. Der Seitenflügel hat ebenfalls drei Gauben, die jedoch höher sind. Am Giebel des Seitenflügels befinden sich je zwei Fenster im Erd- und im Dachgeschoss. Durch den Seitenflügel entsteht ein großer umzäunter Garten, in dessen Mitte sich eine Fahnenstange befindet. Auf der Ostseite befindet sich ein Ziegenstall als Nebengebäude. Die historische Form geht auf die typischen architektonischen Richtlinien der Herrnhuter zurück, wobei der rechteckige Grundriss Jerusalem repräsentiert. | 1747/48           | 12. April 1983     |      |       |
| Denkmalschutz                       | B-30   | Das alte Krankenhaus wurde 1930 errichtet und ersetzte das vorherige Gebäude B-142 und diente bis 1967 als solches. 1974 wurde es umgebaut und als Schulheim genutzt. Noch heute ist es Teil des Campus des Ilinniarfissuaq. Das von Helge Bojsen-Møller entworfene bretterverkleidete Fachwerkgebäude ist sieben Fenster lang, wobei zwischen jedem Fenster eine weiße hölzerne Lisene verbaut ist. Es steht auf einem hohen weißbemalten Sockel, in dem das Kellergeschoss beinahe ebenerdig liegt. Das Gebäude hat zudem ein ausgebautes Dachgeschoss. In der Mitte des mit Holzschindeln bedeckten Satteldachs befindet sich eine große Dreiecksgaube, neben der rechts und links zwei kleinere Flachdachgauben sitzen. An der großen Gaube ist eine Fahnenstange montiert. An den beiden Giebelseiten befinden sich kleine Anbauten, wobei die östliche als Windfang fungiert, während die westliche früher als Leichenhalle genutzt wurde. In beiden Anbauten befinden sich eine Vielzahl an Fenstern. Auf der Rückseite des Gebäudes befindet sich ein weiterer eigens überdachter Eingangsbereich. Im Dachbereich finden sich ein geziegelter Schornstein und sechs Entlüftungsanlagen aus Zink sowie fünf weitere Gaubenfenster und sechs liegende Dachfenster, alles ohne jegliche Ordnung. | 1930              | 30. September 1983 |      |       |
| Denkmalschutz                       | B-36   | Das Gebäude diente ursprünglich als Böttcherei und Materiallager, dann als Bäckerei und schließlich als Malerwerkstatt, während es heute vom Museum als Werkstatt genutzt wird. Das Gebäude wurde nach seiner Errichtung 1852 deutlich verbreitert, wie die Dachkonstruktion noch heute zeigt. Auf der Nordseite befinden sich drei scheunentorartige Türen. Die Eingangstür befindet sich an der Südseite im Anbaubereich. Das Gebäude steht auf einem weißen Steinsockel und ist selbst aus Stein gebaut, wurde aber später mit schwedenroten Holzbrettern eingedeckt. Die Fenster sind weiß. Das Satteldach des Hauptgebäudes ist mit Schindeln bedeckt. Auf der nördlichen Seite befindet sich ein gemauerter Schornstein. An der Stelle befanden sich die ersten Kirchenbauten Nuuks und es ist möglich, dass das Baumaterial von diesen stammt. | 1852              | 30. September 1983 |      |       |
| Denkmalschutz                       | B-37   | Das Gebäude ist das älteste noch existierende Haus Grönlands. Nachdem Hans Egede seine Missionsstation 1728 von Håbets Ø an die Stelle des heutigen Nuuk verlegte, baute er sein Wohnhaus hier. Das simpel gebaute Haus hat ein ausgebautes Dachgeschoss und ein verschindeltes Satteldach. Das Gebäude ist grundsätzlich aus Stein gebaut, der gelb bemalt wurde. Die seitlichen Fenster sind weiß. Drei Dreiecksgauben befinden sich auf der Südseite, eine weitere auf der Nordseite, wo sich zudem zwei moderne Dachfenster befinden. Die Dachgiebel des Gebäudes sind mit roten Holzbrettern eingekleidet, während die Hauskanten grün sind. Am Ostgiebel sowie an der Nordseite befinden sich zwei jüngere Anbauten, die zusammen mit den Gebäuden B-53 und B-75 einen kleinen Hofplatz bilden. Vor dem Haus befindet sich ein großer Garten, der durch einen grünen Zaun eingerahmt wird. Bei einem Besuch von Thorvald Stauning wurde das Gebäude ausgebaut. Dabei kamen die Dachfenster auf der Südseite dazu, ebenso wie eine Terrasse, die später zum Wintergarten umgebaut wurde. | 1728              | 30. September 1983 |      |       |
| Denkmalschutz                       | B-43   | Das Gebäude wurde als Proviantlager und Laden errichtet. Es war bis 1947 der einzige Warenladen der Stadt und dient heute als Gästewohnung des Museums. Das Dachgeschoss wird von einem verschindelten Satteldach bedeckt, das eine einzelne Dreiecksgaube hat sowie einen gemauerten Schornstein. Auf der Nordseite befindet sich ein Windfang. Das Gebäude wurde später nach Süden hin verlängert. Das auf einem weißen Steinsockel platzierte Fachwerkgebäude ist mit schwedenroten Holzbrettern bedeckt. Die weißen Fenster sind modern. | 1850              | 30. September 1983 |      |       |
| Denkmalschutz                       | B-68   | Das Gebäude wurde 1937 von Helge Bojsen-Møller entworfen, um als Sitzungssaal für Sydgrønlands Landsråd zu dienen. Nach der Einführung der Hjemmestyre diente es als Laden und als Propsteibüro. Heute beherbergt es das isländische Konsulat. Das eher kleine auf einem schwarzen Betonsockel stehende bretterverkleidete Fachwerkgebäude ist einstöckig mit Dachgeschoss und verschindeltem Satteldach mit gemauertem Schornstein. Auf der Westseite befindet sich ein zusätzlicher kleiner Giebel, der durch weiße Lisenen zusätzlich hervorgehoben wird, zwischen denen sich ein Fensterband befindet. Links befindet sich die Eingangstür. Die Fenster auf der West-, Ost- und Südseite sind allesamt Dannebrogsvinduer, also in den Seitenverhältnissen der Flagge Dänemarks geteilt, wobei sie auf der Ostseite ebenso wie im Westen als Fensterband angeordnet sind. Auf der Nordseite befinden sich kleinere Fenster. Die Hausecken sind mit Ecklisenen versehen. Alle Hauskanten und die Fenster sind weiß und die Eingangstür dunkelgrün, während der Rest des Gebäudes typisch schwedenrot ist. | 1937              | 30. September 1983 |      |       |
| Denkmalschutz                       | B-74   | Das schwedenrote Steinhaus steht auf einem schwarzen Steinsockel. Die Giebel sind mit Holzbrettern verkleidet. Die Eingangstür befindet sich auf der Ostseite. Daneben befindet sich ein weißes Fensterband. Am Nordgiebel befindet sich eine grüne Tür ins Dachgeschoss, die von zwei kleinen weißen auf der Spitze stehenden quadratischen Fenstern gesäumt wird. Das Gebäude wurde ca. 1887 errichtet und diente anfangs als Petroleumlager. 1922 wurde es verlängert. 1949 wurde es in eine Böttcherei umfunktioniert und als solche bis 1969 genutzt. Heute dient es als Museumsgebäude. | um 1887           | 30. September 1983 |      |       |
| Denkmalschutz                       | B-78   | Als man begann Lachse im Kangerluarsussuaq (Grædefjorden) zu fangen, wurde in Nuuk das Einkochhaus errichtet, um den Lachs haltbar zu machen. Das vermutlich von Peter Anton Cortsen errichtete Gebäude steht auf einem Betonsockel und ist mit senkrechten Holzbrettern bedeckt. Auf der Westseite befindet sich die Eingangstür und ein kleines Doppelfenster. Auf der Ostseite befindet sich ein gleichartiges Fenster sowie ein größeres Fenster. Am Nordgiebel befindet sich ein Scheunentor sowie ein Tor zum Dachboden, eine Dachwinde und zwei kleine Fenster im Dachgeschoss. Am Südgiebel sitzen zwei weitere kleine Dachgeschossfenster. An den Giebeln befindet sich zudem ein Holzbalken zwischen Erdgeschoss und Dachboden. Das Gebäude ist gelb, hat grüne Türen und weiße Fenster und Türrahmen. Das Satteldach ist mit Schindeln bedeckt. Die Fenster wurden bei einer Renovierung Mitte der 1980er Jahre erneuert. Es diente zeitweilig als Lagergebäude, weswegen es Sømskuret (deutsch Nagelschuppen) genannt wird, und ist heute die Werkstatt des Kajakvereins. | 1914              | 30. September 1983 |      |       |
| Denkmalschutz                       | B-137  | Die Hauptkirche Nuuks ist zugleich auch die wichtigste Kirche des Landes. Sie wurde 1849 errichtet. Die Dänin Karen Ørsted, die Grönland nie betreten hatte, aber der nachgesagt wird, sie hätte eine Affäre mit Poul Egede gehabt, hatte 1775 verfügt, dass aus ihrem Nachlass hier eine Kirche errichtet werden solle. Der Architekt des Gebäudes ist Laurits Albert Winstrup. Auf dem Dach befand sich anfangs ein Zwiebelturm, der 1884 durch ein Pyramidendach aus Kupfer ersetzt wurde. 1913 ergänzte man die Holzverkleidung und 1930 wurden die heutigen Dachschindeln auf dem Satteldach angebracht. Als 1993 das Bistum Grönland geschaffen wurde, wurde die Kirche zur Domkirche. Sie steht auf einem Steinsockel und ist ein Fachwerkbau, der mit Speckstein aufgefüllt wurde. Die jüngere Holzverkleidung ersetzt die anfängliche Verputzung und besteht aus schwedenroten waagerechten Holzbrettern. Tür, Fenster und Gebäudekanten sind weiß. Der Eingang befindet sich am Südgiebel und besteht aus einem pfählernen Portal. Der Türbereich hat zwei kleine viergeteilte Fenster. Der Kirchturm befindet sich direkt über dem Eingang und hat ein kleines Fenster und eine Kirchturmuhr auf jeder Seite. An den Längsseiten befinden sich je vier große und zwei kleine Fenster. Der Nordgiebel ist für ein Kirchengebäude eher untypisch. Hier befindet sich eine Tür, neben der rechts ein Fenster angebracht ist. Im Dachgeschoss befindet sich eine Dachwinde über einer Dachbodentür, von der aus sich rechts und links zwei weitere Fenster befinden. Nördlich der Kirche befindet sich der historische Friedhof Nuuks. | 1849              | 30. September 1983 |      |       |
| Denkmalschutz                       | B-138  | Die Kapelle der Kirche ist ein kleines Bauwerk mit verschindeltem Satteldach. Am Ostgiebel befindet sich eine große runde zweiflüglige Tür. Auf der anderen Seite befindet sich ein kleines Fenster oben im Giebeldreieck. An beiden Giebeln ist ein ornamentales Kreuz im Giebeldreieck angebracht. Tür und Fenster sind weiß wie die Ecklisenen des Gebäudes, das ansonsten ein mit schwedenroten senkrechten Holzbrettern verkleideter Fachwerkbau ist. | 1913              | 30. September 1983 |      |       |
| Denkmalschutz                       | B-142  | Das Gebäude wurde 1903 als zweites Krankenhaus errichtet. Der Architekt war Peter Anton Cortsen. 1930 wurde es durch Johan Lehmann Weber in ein Wohnhaus umgebaut. Erst wurde es durch Lehrer des Seminariums bewohnt, dann durch den Rektor. Heute steht es leer. Archivmaterial zeigt, dass das Gebäude ursprünglich kürzer war und somit später vergrößert worden ist. Das Gebäude steht auf einem weißen Steinsockel und ist ein einstöckiger Fachwerkbau mit ausgebautem Dachgeschoss. Die Giebelseiten haben je zwei bzw. drei Fenster im Erdgeschoss und drei im Dachgeschoss. Auf der nordöstlichen Seite fehlt das rechte Fenster zugunsten einer Tür. Die Nordwestfassade hat einen zentral angebauten Windfang mit Pultdach mit Tür auf der rechten Seite, zwei kleinen Fenstern auf der Längsseite und je einem kleinen runden Fenster auf den beiden Giebelseiten. Die Fassade des Hauptgebäudes hat je ein Fenster rechts und links des Windfangs und zwei kleine Dreiecksgaubenfenster im Dach. Auf der Südwestseite befinden sich vier Erdgeschossfenster und eine große Walmgaube mit First. Die Fassade ist mit roten vertikalen Holzbrettern verkleidet, die Fenster sind weiß und die Rahmen und Gebäudekanten hellbraun. Die Farbgebung ähnelt der des Seminariums, aber die Rahmenfarbe ist weniger kräftig und dunkler. Das Satteldach, auf dessen Nordwestseite sich ein gemauerter Schornstein befindet, ist mit Dachschindeln belegt. | 1903              | 30. September 1983 |      |       |
| Denkmalschutz                       | B-144  | Das Gebäude ist das markante Hauptgebäude von Grønlands Seminarium. Es ist eines der auffälligsten Gebäude der Stadt und ist im Wappen der ehemaligen Gemeinde Nuuk dargestellt. Das Seminariumsgebäude wurde 1906 durch den Architekten Carl C. Hansen errichtet und ersetzte somit ab seiner Einweihung am 18. September 1907 das Gebäude mit der Propstwohnung bei der Kirche. Ab den 1950er Jahren wurde das Dachgeschoss als Mädchenwohnheim genutzt, da 1951 auch Frauen das Studium gewährt wurde. Das Gebäude steht auf einem weißen Betonsockel. Der Fachwerkbau ist für damalige Verhältnisse mit dreizehn Fenstern sehr lang. Sieben der Fenster befinden sich zentral am Gebäude, während je drei weitere auf beiden Seiten in zwei nur marginal herausstehenden Giebeln sitzen, die bautechnisch als Seitenflügel betrachtet werden können. Dadurch spielt das Gebäude mit der Dreidimensionalität. Das Dach hat vier schräge Dachfenster und drei Giebelgauben, die sich abwechseln. In den Giebeln befinden sich je zwei große Fenster und darüber zwei weitere kleine. An den Seiten des Gebäudes, die durch die Längsseiten der Seitenflügel gebildet werden, befinden sich keine Fenster. Die Nordfassade ähnelt der Südfassade, allerdings befinden sich hier nur je zwei schräge Dachfenster und Giebelgauben. Zudem ist auf der rechten – ergo westlichen – Seite ein Verbindungsgang zu den beiden jüngeren Gebäudeflügeln B-1505 und B-1506 (die somit als eigene Gebäude gelten) angebaut. Das Gebäude hat keine Tür und ist nur durch den Verbindungsgang aus den anderen Häusern zu erreichen. Das Gebäude ist reich verziert und wird dem nationalromantischen und historistischen Baustil auf Basis mittelalterlicher Burgen zugerechnet. So befindet sich an jedem Fenster ein ornamentaler Rahmen. Zwischen Erd- und Dachgeschoss sowie zwischen Dachgeschoss und Dachboden ist eine detaillierte Zierleiste angebracht. Der Dachfirst des verschindelten Satteldachs ist mit einer roten Holzleiste versehen, an deren Enden sich eine Krullgalion befindet und die in der Mitte von einem Wetterhahn gekrönt wird. Das Gebäude definiert die Seminariumsfarben Nuuks mit schwedenroter Fassade, weißen Fenstern, goldenen Rahmen und Kanten und grauem Dach. | 1906              | 30. September 1983 |      |       |
| Denkmalschutz                       | B-1401 | Der Gymnastiksaal des Seminariums wurde 1907 errichtet. Der Bauherr des Gebäudes ist Carl C. Hansen. 1968 wurde es an seine heutige Position versetzt und 1988 restauriert. Das auf einem Betonsockel stehende Gebäude hat ein Satteldach und ist äußerlich sehr an das Seminariumshauptgebäude angelehnt. An den Giebeln befinden sich je ein abgerundetes und zwei kleine Fenster, wobei das große Fenster auf der Ostseite etwas kürzer nach unten hin ist. An den beiden Längsseiten befinden sich je sechs Fenster. Die Tür ist in einem offenen Windfang auf der Südseite untergebracht. Gegenüber der Tür fehlt auf der anderen Gebäudeseite ein Fenster. Auf der Nordseite rechts hat sich vermutlich früher einmal eine Tür befunden, wie man heute noch sehen kann. Das Gebäude ist schwedenrot und hat dieselben goldenen Ornamente wie das Seminarium. Die Fenster sind weiß und das Dach ist ebenfalls mit grauen Schindeln bedeckt. Darauf befindet sich dieselbe Ornamentik wie beim Hauptgebäude. Die Tür ist dunkelgrün. Das Gebäude diente zwischenzeitlich auch als Sitzungssaal für Grønlands Landsråd sowie als Kulturhaus, Versammlungsgebäude oder Kino. | 1907              | 12. April 1983     |      |       |
| erhaltenswürdig                     | B-2    | Das Gebäude wurde während der US-amerikanischen Kontrolle über Grönland im Zweiten Weltkrieg im Jahr 1941 errichtet. Es diente bis 1953 als Konsulat der USA in Grönland. Anschließend wurde es als Dienstwohnung benutzt und dient heute als Bürogebäude für das Landesarztamt. Das Gebäude wurde möglicherweise von Pavia Høegh entworfen. Das Fundament besteht aus weißbemaltem Beton. Die Außenwände sind Fachwerkkonstruktionen, die mit braunbemalten waagerechten Holzbrettern verkleidet sind. Die Fenster und restliche Gebäudeteil sind ebenfalls weißbemalt. Das eingeschossige Gebäude mit ausgebautem Dachgeschoss besteht aus zahlreichen Ecken und ineinandergebauten rechteckigen Gebäudeteilen. Diese einzelnen Gebäudeteile haben mit Schindeln bedeckte Satteldächer. Auf der Westseite befinden sich zwei in das Dach eingelassene Gauben. Der Eingangsbereich schneidet sich in das Hauptgebäude hinein. Davor befindet sich eine Terrasse, die von einem Staketenzaun umrahmt wird. | 1941              | denkmalwürdig      |      |       |
| erhaltenswürdig                     | B-4    | Das Gebäude wurde nach Plänen von Jørgen Maglebye als Typhaus 491 errichtet. Das eingeschossige Wohnhaus hat ein ausgebautes Dachgeschoss und einen Keller. Es hat einen Seitenflügel, der sich in Nord-Süd-Richtung an deb Hauptflügel anfügt. Der Eingangsbereich ist überdacht. Auf dem mit Dachpappe belegten Satteldach befinden sich eine Gaube und ein Zinkschornstein. Auf der Südseite befindet sich zudem ein eigens überdachter Erker, vor dem ein großer Garten liegt. Die Fenster sind durch weiße Rahmen viergeteilt. Das Gebäude besteht aus Holz und steht auf einem Betonsockel. Die Außenfassade ist aus naturweißen Holzbrettern gefertigt. | 1949/50           | —                  |      |       |
| erhaltenswürdig                     | B-10   | Das Gebäude ist die Wohnung sowie das Büro und Archiv des Inspektors und damit das Wohngebäude eines der beiden höchsten Amtsträger des Landes jener Zeit. Es diente später als Wohnhaus für den Reichsombudsmann, dem heutigen repräsentativen Staatsoberhaupt Grönlands. Bei seiner Errichtung durch den Zimmermeister Westergaard 1831 hatte der Stockwerkbau sieben Fenster pro Seite, während es 1926 in Fachwerkkonstruktionsweise auf zehn ausgebaut wurde. Das ganze Gebäude ist mit hellblauen vertikalen Holzbrettern bedeckt. Über dem Dachgeschoss thront ein schindelbedecktes Satteldach, auf dem zwei Schornsteine aus Ziegelstein auf Zinkfuß stehen. Ebenfalls später hinzugefügt wurden die sechs Dachfenster. An der Nordseite befinden sich zwei kleine Anbauten sowie mehrere Dachfenster ohne jegliche Ordnung, unter denen die Gebäudeseite architektonisch leidet. Am Westgiebel befindet sich ein Windfang mit eigenem Satteldach und zwei Seitenfenstern. Auf der Ostseite befinden sich zwei Fenster im Erdgeschoss an der rechten Seite sowie ein großes im Dachgeschoss, das von drei kleinen Fenstern links, rechts und oben umrahmt wird. Alle Fenster sind aus weißbemaltem Holz. Nördlich liegt ein Ziegenstall als Nebengebäude, der aus weißbemaltem Stein und hellblauen Holzbrettern gefertigt ist. | 1831              | —                  |      |       |
| erhaltenswürdig                     | B-12   | Das Gebäude ist wie B-4 als Typhaus 491 errichtet und damit architektonisch diesem entsprechend. Dieses Wohnhaus ist blaubemalt. | 1949/50           | —                  |      |       |
| erhaltenswürdig                     | B-28   | Dieses Wohnhaus ist ebenfalls ein Typhaus 491. Dieses ist grün. | 1949/50           | —                  |      |       |
| erhaltenswürdig                     | B-29   | Das als Wohnung des Handelsassistenten konzipierte Gebäude wurde ursprünglich 1906 als Fachwerkbau von Peter Anton Cortsen errichtet und noch vor dem Fertigbau durch den Arzt übernommen. Das Hauptgebäude ist fünf Fenster lang. Auf der Westseite befindet sich eine Terrasse. Auf der Nordseite befindet sich ein großer Anbau, der aus einem eigenen Gebäude besteht, das über einen Gang verbunden ist. Die Außenfassade wird durch eine gelbe Bretterverkleidung gebildet wird, was für grönländische Krankenhausbauten farblich üblich ist. Zahlreiche dunkelgrün umrahmte Fenster mit weißen Fensterrahmen durchdringen die Fassade. Die Dachkonstruktion besteht aus mehreren schindelbedeckten Satteldächern auf den einzelnen Gebäudeteilen. Auf dem Hauptdach befindet sich ein Schornstein aus Zink. Der Dachfirst wird von einer Ornamentleiste gekrönt. Das Gebäude befand sich offenbar in einem so schlechten Erhaltungszustand, dass es abgerissen und 2011 in leicht verändertem Aufbau neu errichtet wurde. | 1906/2011         | —                  |      |       |
| erhaltenswürdig                     | B-31   | Das Gebäude soll das ehemalige 1941 errichtete kanadische Konsulat darstellen. Tatsächlich zeigen Archivaufnahmen, dass sich das Konsulat auf der anderen Straßenseite befunden hat und heute nicht mehr existiert. Fotos zeigen beide Gebäude parallel existiert habend. Der Schutzstatus des Gebäudes wird aus diesem Grund als nicht gerechtfertigt angesehen. | 1941              | —                  |      |       |
| erhaltenswürdig                     | B-32   | Das Gebäude wurde aus dem Material der alten Inspektorenwohnung von 1782 errichtet. Der Stockwerkbau ist mit gelborangenen Holzbrettern eingekleidet. Die Fensterrahmen und die Tür sind dunkelgrün, während die Umrahmungen dunkelrot sind. An dem Gebäude befinden sich zwei Anbauten. Der große Anbau mit Flachdach am Ostgiebel ist jüngeren Datums und ersetzt einen früheren ebenso großen Anbau mit architektonisch beachtenswerter Dachkonstruktion aus flachem Walmdach mit aufgesetzten Pultdach. Das Hauptgebäude hat ein typisches schindelgedecktes Satteldach. Durch den Umbau in den 1970er Jahren wurde das Gebäude in Bezug auf seine ursprüngliche Form stark verändert. | 1833              | denkmalwürdig      |      |       |
| erhaltenswürdig                     | B-34   | Das Henning Meyers Hus bzw. Tændstikæske (deutsch Streichholzschachtel) genannte Gebäude ist zwar beinahe quadratisch, hat aber eine komplexe Dachkonstruktion. Diese zeigt, dass es sich ursprünglich um ein kleineres rechteckiges Haus mit Satteldach handelte, an das später in selber Breite ein Seitenflügel mit quergestelltem Satteldach mit Dreiecksgauben angefügt wurde. Südlich liegt ein kleines Nebengebäude. Um das Haus herum befindet sich ein großer durch einen dunkelgrünen Zaun eingerahmter Garten. Das Bauwerk wurde von Helge Bojsen-Møller entworfen und ist ein Fachwerkbau auf einem Betonsockel. Die Außenfassade besteht aus gelborangenen senkrechten Holzbrettern. Die Fenster sind ebenso grün wie der Zaun und die Tür, während die Rahmen darum dunkelrot sind. Das Gebäude wurde mehrfach umgebaut und erweitert sowie renoviert. | 1925              | denkmalwürdig      |      |       |
| erhaltenswürdig                     | B-48   | Das auf einem Betonsockel stehende Fachwerkgebäude ist mit schwedenroten Holzbrettern bedeckt. Das Gebäude besteht aus zwei Flügeln. Auffällig sind die vielen weißen Fenster. Auf der Nordseite befinden sich fünf große Ladenfenster, über denen fünf große Schleppgaubenfenster sitzen. Am Ostgiebel befinden sich zwei Türen, eine im Erdgeschoss und eine im Dachgeschoss, die über eine Außentreppe zu erreichen ist und rechts und links von zwei Fenstern umsäumt ist. Vier größere und ein kleines Fenster oben befinden sich am Westgiebel. An beiden Giebeln befindet sich eine alte Dachwinde. An der Südseite ist ein Windfang mit Eingangstür angebaut. Fünf Fenster befinden sich zudem hier. Am Südflügel befinden sich fünf bzw. sechs Erdgeschossfenster sowie zwei Schleppgaubenfenster auf jeder Seite, wobei auf der Westfassade statt eines Fensters eine weitere Tür ist. Der Südgiebel ist ebenso aufgebaut wie der Ostgiebel, wobei jedoch im Erdgeschoss links ein weiteres Fenster sitzt. Das Satteldach ist mit Dachpappe bedeckt und hat mehrere Entlüftungskanäle aus Zink. Das Gebäude ersetzte den alten Laden B-43. Es wurde 1947 nach Plänen des Architekten Olav Himmelstrup errichtet. Vier Jahre später wurde der Südflügel angebaut. Bei einem späteren Umbau wurden unter anderem die Eingangstür versetzt und die Gaubenfenster eingebaut. | 1947              | —                  |      |       |
| erhaltenswürdig                     | B-53   | Es handelt sich um ein Nebengebäude von B-37. Der kleine Ziegenstall wurde vermutlich später nach Süden hin erweitert, wie die Dachkonstruktion zeigt. Auf der Südseite befinden sich drei große Fenster. An der Westseite befindet sich ein kleiner Anbau mit einem weiteren kleinen Fenster. Der böschungsbedingte hohe Sockel ist aus Naturstein, ebenso wie die rotbemalte Nordwand, während der Rest des Gebäudes aus gelben Holzbrettern besteht. | 1894              | —                  |      |       |
| erhaltenswürdig                     | B-58   | Das kleine Tømrerkroen (deutsch Zimmerergasthaus) genannte Gebäude ist vier Fenster breit und hat einen kleinen Anbau auf der Nordseite, in dem sich der Eingang befindet. Es steht auf einem Betonsockel und ist mit schwedenroten Holzbrettern bedeckt. Das Satteldach ist mit Dachschindeln bedeckt und hat einen Schornstein aus Ziegelsteinen. Die Stockwerksunterteilung ist von außen durch einen Balken zwischen Erd- und Dachgeschoss zu erkennen. Über dem Dachgeschossfenster befindet sich zudem ein weiterer auffälliger Balken ohne bekannte Funktion. Tür und Fenster wurden später ersetzt. Ursprünglich diente es als Unterbringung für Handwerker, wurde später als staatliches Wohnhaus genutzt und dient heute interim als Kirchengebäude während der Renovierung der Hans Egedes Kirke. | 1926              | —                  |      |       |
| erhaltenswürdig                     | B-66   | Es handelt sich um das erste Gebäude Grönlands aus Stahlbeton. Das große Gebäude hat auf der Nordseite vier kleine Fenster neben vier Scheunentoren, über denen sich vier Zwerchhäuser mit vier weiteren Scheunentoren in das hohe Satteldach reichen, das zwei Dachgeschosse überdacht. Auf den übrigen Seiten befinden sich weitere Fenster, Türen und Scheunentore. Am Westgiebel befindet sich eine Dachwinde. Auf der Südseite befindet sich ein moderner Anbau aus mehreren aneinandergebauten, aber versetzten Einzelgebäuden. Ursprünglich war das Gebäude nach Osten hin zwölf Meter kürzer, bevor er 1949 verlängert wurde. Das von Helge Bojsen-Møller entworfene Gebäude diente anfangs als Kohlelager und wurde zu Beginn der 1980er Jahre umgebaut, wobei das Erdgeschoss mit weißen waagerechten Holzbrettern eingedeckt wurde, das Obergeschoss jedoch rote senkrechte Holzbretter aufweist. Die Türen sind ebenso rot wie die Erdgeschossfenster, während die Dachgeschossfenster weiß sind. Auf den beiden Giebelseiten befinden sich zwei weiße Holztreppen zum Dachgeschoss. Heute beherbergt das Gebäude das Grönländische Nationalmuseum. | 1936              | denkmalwürdig      |      |       |
| erhaltenswürdig                     | B-70   | Das Gebäude wurde früher als Brauerei und Schmiede gebaut, diente später unter anderem als Bäckerei und wird heute als Museumslager genutzt. Es steht auf einem weißen Steinsockel und ist ein Fachwerkbau, der mit gelben Holzbrettern eingedeckt ist. Das spitze Satteldach ist mit Dachpappe belegt. Es hat am Nordgiebel je eine Tür im Erdgeschoss und eine im Dachgeschoss, während sich am Südgiebel ein Scheunentor befindet. Die Erdgeschosstür war offensichtlich früher auch ein Tor, wie die noch vorhandenen Angeln zeigen. Daneben befinden sich zwei weiße Fenster. Zwei weitere weiße Fenster befinden sich auf der Westseite, während der Rest des Gebäudes fensterlos ist. | um 1848           | denkmalwürdig      |      |       |
| erhaltenswürdig                     | B-75   | Das Gebäude wurde 1892 als Zimmerei und Bäckerei errichtet. Später diente es als Kolonialbüro und Postgebäude. 1975 wurde es zur Pastorenwohnung umgebaut, aber heute ist es außer Benutzung und verfallend. Der Fachwerkbau steht auf einem weißen Steinsockel und ist mit schwedenroten senkrechten Holzbrettern verkleidet. Am Westgiebel befinden sich je zwei Fenster im Erd- und Dachgeschoss. Archivmaterial zeigt, dass sich hier früher zwei Scheunentore und eine Uhr befunden haben. Das Gebäude ist vier Fenster lang. Auf der Nordseite wird ein Fenster durch die Eingangstür ersetzt. Am Ostgiebel befindet sich ein kleiner Anbau mit zwei Türen auf der Nordseite und einem hohen Schornstein. Alle Fenster und Türen sind weiß. Das Satteldach des Gebäudes ist mit Dachpappe belegt und hat ein modernes Dachfenster auf der Südseite. | 1892              | denkmalwürdig      |      |       |
| erhaltenswürdig                     | B-81   | Das schwarze Lagerhaus steht auf einem Betonsockel, ist mit schwarzen Holzbrettern verkleidet und hat ein graues Satteldach mit Schindeln. Die Türen sind ebenfalls schwarz, die Türrahmen und sehr ungleichmäßig verteilten Fenster jedoch weiß. Insgesamt ist das Gebäude vergleichsweise groß. Auf dem Dach steht in Gelb auf Schwarz C11 geschrieben, was im Zweiten Weltkrieg als Navigationshilfe für alliierte Flugzeuge diente. | 1927              | denkmalwürdig      |      |       |
| erhaltenswürdig                     | B-88   | Es handelt sich um ein Typhaus von Grønlands Tekniske Organisation, wahrscheinlich um eine modifizierte Form von Typ 490, gezeichnet von Erik Rasmussen. Das Gebäude besteht aus einem Hauptgebäude mit Satteldach, an dessen nordöstlicher Seite ein Anbau mit Schleppdach liegt, der über den nordwestlichen Giebel hinausgeht. Das Gebäude steht auf einem Betonsockel und ist ein Fachwerkbau, der mit schwarzen Holzbrettern verkleidet ist. Die Fenster sind weiß und haben Fensterläden. Das Dach ist mit Dachpappe bedeckt und auf dem Anbau befindet sich ein gemauerter Schornstein. | um 1960           | —                  |      |       |
| erhaltenswürdig                     | B-131  | Das von Helge Bojsen-Møller entworfene Gebäude ist Teil von Grønlands Seminarium. Das Miki genannte Gebäude dient als Schulheim. Das Bauwerk steht auf einem weißen Betonsockel und ist ein Fachwerkbau mit Bretterverkleidung. Auf einer Pfahlkonstruktion ist ein kleiner Windfang angebaut, zu dem eine Holztreppe hinaufführt. Dieser wurde später angebaut. An der Südostseite befinden sich drei große Fenster. Die Giebelkanten sind mit Holzleisten versehen. An den Giebelseiten steht die Holzverkleidung im Dachgeschoss weiter hervor als darunter. Auf der Nordwestseite ist ein weiterer kleiner Anbau mit Pultdach sowie eine weitere Tür. Das Satteldach des Gebäudes ist mit Schindeln bedeckt. Das Gebäude ist in den typischen Seminariumsfarben gehalten mit roter Fassade, goldenen Rahmen und dunkelgrauem Dach. Insgesamt ist das Gebäude sehr heruntergekommen. | 1931              | denkmalwürdig      |      |       |
| erhaltenswürdig                     | B-132  | Das ebenfalls von Helge Bojsen-Møller gezeichnete Schulheim Títo bot früher Platz für 20 Seminariumsschüler. Das symmetrische Gebäude ist fünf Fensterbreiten lang und hat an beiden Giebelseiten einen Anbau mit Fenster, von denen der nördliche als Windfang dient. Beide Längsseiten des Hauses haben fünf große Fenster, die alle gesechzehntelt sind. Das Satteldach ist mit Dachpappe bedeckt. Da das Gebäude auf einer Böschung steht, hat es einen außergewöhnlich hohen weiße Betonsockel. Es ist ebenfalls in den typischen Seminariumsfarben gehalten und hat eine rote Fassade und goldene Rahmen um die weißen Fenster und die Tür. | 1933              | —                  |      |       |
| erhaltenswürdig                     | B-136  | Das von Helge Bojsen-Møller errichtete Gebäude diente früher als Raum für den Sløjdunterricht, die skandinavische Form des Werkens. Es steht auf einem hohen schwarzen Betonsockel und ist als Fachwerkbau errichtet. Die Fassade ist mit weiße Holzbrettern verkleidet, während die Rahmen blau sind. Auf der Nordseite ist ein Windfang angebaut, dessen Eingangsbereich eigens überdacht ist. Auf der Ostseite befindet sich ein weiterer kleiner Anbau. Das Satteldach ist mit Dachpappe bedeckt. Es wurde 1938 errichtet und in den 1980er Jahren umgebaut. | 1938              | —                  |      |       |
| erhaltenswürdig                     | B-140  | Das Gebäude wurde 1847 vom Zimmermann Christian Gottfried Lendorf (dem Vater des Architekten Carl Lendorf) errichtet, um dem zwei Jahre zuvor neugegründeten Seminarium ein eigenes Gebäude einzurichten. Der Stockwerkbau steht auf einem gemauerten Sockel, der weiß bemalt wurde. Die Fassade ist mit schwedenroten waagerechten Holzbrettern verkleidet. Alle Fenster und Türen sowie die Gebäudekanten sind weiß. Das Satteldach ist mit Dachschindeln bedeckt. Es ist zweistöckig und hat zudem noch ein ausgebautes Dachgeschoss. Das Gebäude wurde mehrfach umgebaut, besonders 1973. Auf der Südfassade befindet sich zentral die Eingangstür. Der zugehörige Windfang wurde 1973 abgerissen. Rechts und links der Tür befinden sich je zwei Fenster und im Obergeschoss fünf. Am Westgiebel befinden sich lediglich zwei Fenster im Dachgeschoss. Die Fenster der Nordseite sind ungleichmäßig verteilt und haben verschiedene Abstände. Im Obergeschoss sind es vier, während das rechte Fenster im Erdgeschoss zugunsten eine Tür fehlt. Der Ostgiebel hat ebenfalls zwei Fenster im Dachgeschoss und zusätzlich ein großes Fenster rechts im Obergeschoss. Im Erdgeschoss befand sich das Seminarium, während im Obergeschoss der Propst wohnte, der das Seminarium leitete. Das Dachgeschoss diente als Archiv und Lager. Später diente das Gebäude auch als Wohnung des Vizebischofs und als Bürogebäude. | 1847              | denkmalwürdig      |      |       |
| erhaltenswürdig                     | B-141  | Das Einfamilienhaus ist ein verkleideter Fachwerkbau auf einem grauen Betonsockel. Das Hauptgebäude hat ein Satteldach. Am Westgiebel befinden sich je zwei Fenster im Erd- und Dachgeschoss sowie ein Anbau mit Walmdach und einem Fenster nach Westen. Die Nordseite hat zwei größere Fenster, ein kleineres und die Eingangstür. Am Ostgiebel befinden sich zwei Dachgeschossfenster und ein weiterer Anbau mit eigenem Satteldach, je einem Fenster pro Längsseite, Giebelfenster und einer weiteren Eingangstür. An der Südseite befinden sich drei Fenster sowie zwei weitere in einer Schleppgaube im Dachgeschoss. Das Gebäude ist in den Seminariumsfarben gehalten mit roter Holzfassade, goldenen Rahmen, weißen Fenstern und Türen und dunkelgrauem Dach, allerdings hat das Gebäude nichts mit dem Seminariumskomplex zu tun. In dem Wohnhaus wuchs Augo Lynge auf. | 1903              | denkmalwürdig      |      |       |
| erhaltenswürdig                     | B-145  | Es handelt sich um ein weiteres Typhaus 491, das in schwedenrot gehalten ist. | 1949/50           | —                  |      |       |
| erhaltenswürdig                     | B-146  | Die von Helge Bojsen-Møller entworfene Lehrer-/Rektorenwohnung steht auf einem weißen Betonsockel und diente auch als Büro. Es handelt sich um einen verkleideten Fachwerkbau. Das einstöckige Gebäude hat ein ausgebautes Dachgeschoss und einen Keller. Auf der Südfassade befindet sich ein Zwerchhaus. Im Erdgeschoss sitzen zwei Fenster rechts und links und ein Doppelfenster in der Mitte sowie ein Fenster im Zwerchhaus. Der Westgiebel hat zwei Erdgeschossfenster und ein Fenster im Dachgeschoss. Eine Kante in der Verkleidung zeigt den Übergang vom Erd- zum Dachgeschoss an. An der Nordfassade befindet sich ein Windfang mit zwei kleinen Fenstern. Eine weitere Tür befindet sich links. Rechts und links vom Windfang befinden sich insgesamt drei Fenster. Im Dach sitzen zwei kleine unregelmäßig verteilte Dreiecksgauben. Am Ostgiebel befinden sich je zwei Fenster im Erd- und Dachgeschoss. Das Satteldach des Gebäudes ist mit Holzschindeln bedeckt und hat Firstornamente an beiden Enden. Die Gebäudeverkleidung ist schwedenrot, die Fenster weiß, die Rahmen und Kanten gelborange und das Dach dunkelgrau. Damit ähnelt das Gebäude in seiner Farbgebung den Seminariumsgebäuden. | 1922/23 oder 1930 | denkmalwürdig      |      |       |
| erhaltenswürdig                     | B-148  | Das Økonomien genannte Gebäude sticht architektonisch hervor. Es wurde wie die anderen Gebäude des Seminariumskomplex von Helge Bojsen-Møller entworfen. Im Erdgeschoss befand sich ein Speisesaal får gut 50 Schüler sowie eine Küche und ein Waschraum. Das Dachgeschoss diente als Wohnung der Küchenleiterin sowie der Küchenassistentinnen. Im Keller befinden sich ein Kühlraum, der über eine Bodenluke vom Waschraum aus erreichbar ist. 1960 wurde das Gebäude als Speisesaal außer Betrieb genommen. Das Gebäude ist ein einstöckiger Fachwerkbau mit Krüppelwalmdach. An der Südfassade befinden sich seitlich je zwei Fenster und ein großer Giebel zentral mit vier Fenstern im Erdgeschoss, zwei im Dachgeschoss nebst drei kleinen auf der Spitze stehenden Fenstern darum. Der Giebel mit seiner deutlichen Etagenbegrenzung ähnelt der Architektur des Hauptgebäudes. Der östliche Giebel hat einen Windfang mit drei Fenstern und zwei Dachgeschossfenstern. Auf der Nordseite befinden sich je vier Fenster auf beiden Seiten eines weiteren Windfangs mit eigenen Satteldach, der selbst rechts und links je ein weiteres Fenster hat. Im Dach befinden sich zwei kleine Dreiecksgauben. Der Westgiebel hat einen kleinen Erker mit zwei Fenstern. Darüber befinden sich zwei weitere Fenster im Dachgeschoss. Das Gebäude steht auf einem weißen Sockel und ist Holzbrettern in starkem Rot verkleidet, im Gegensatz zum Schwedenrot der übrigen Gebäude. Die Rahmen und Kanten des Gebäudes sind gold, die Fenster weiß und das Dach ist mit grauer Dachpappe bedeckt. Die Farbgebung entspricht größtenteils den Seminariumsfarben, wobei das Gebäude wegen seines Rottons jedoch besonders hervorsticht. | 1928              | denkmalwürdig      |      |       |
| erhaltenswürdig                     | B-149  | Das Gebäude wurde als Redakteurswohnung errichtet, vermutlich durch Helge Bojsen-Møller. Es steht auf einem dunkelgrünen Betonsockel. Das Gebäude befindet sich an einem Abhang, sodass der Sockel auf der einen Seite sehr hoch ist. Das Hauptgebäude hat ein Krüppelwalmdach. Auf der Südseite befindet sich ein Zwerchhaus mit Walmdach, das auf derselben Höhe endet wie der Krüppelwalm des Hauptdachs. An der Westseite befindet sich ein großer Anbau mit Walmdach. Nach Norden hin befinden sich weitere Anbauten. Die Fenster und Türen sind ebenfalls dunkelgrün, während die Fassade aus weißen Holzbrettern besteht. Das Dach ist mit Schindeln bedeckt. | 1945              | —                  |      |       |
| erhaltenswürdig                     | B-151  | Das Eskimoslottet (deutsch Eskimoschloss) wurde 1919 nach Plänen von Helge Bojsen-Møller errichtet und 1931/32 an seine heutige Position versetzt und dabei ausgebaut. Das Gebäude hat einen Anbau auf der Ostseite und einen auf der Nordseite. Die Südseite hat vier Fenster im Erdgeschoss sowie zwei große Walmgauben im Satteldach. Am Westgiebel befinden sich zwei Erdgeschossfenster, zwei Dachgeschossfenster sowie ein kleines Fenster oben im Giebel. An der Nordfassade des Hauptgebäudes befinden sich nur links ein kleines Fenster sowie zwei schräge Dachfenster darüber. Der Anbau hat zwei Fenster auf der Westseite, fünf kleine Erdgeschossfenster im Nordgiebel sowie ein größeres Dachgeschossfenster. Der Ostgiebel des Hauptgebäudes wird zu großen Teilen vom Anbau eingenommen. Rechts sowie oberhalb dessen befinden sich zwei kleine Fenster. Der Anbau selbst hat die Eingangstür am Ostgiebel, umgeben von zwei kleinen Fenstern sowie einem dreieckigen Giebelfenster. Auf der Südseite des Anbaus befindet sich ein weiteres kleines Fenster. Das Gebäude steht auf einem weißen Sockel, ist ein Fachwerkbau mit schwedenroter Holzverkleidung, weißen Fenstern, goldenen Rahmen und grauem Schindeldach und entspricht damit den Seminariumsfarben. Es wurde als Schulgebäude errichtet. 1958 wurde es vom Seminarium übernommen und diente als Schulheim, wobei der Spitzname des Gebäudes aus den damals darin herrschenden Temperaturen entstand. | 1919              | denkmalwürdig      |      |       |
| erhaltenswürdig                     | B-156  | Das Gebäude ist einfach gebaut und hat ein Satteldach. Es ist acht Fenster lang, wobei auf der Westseite statt eines dritten Fensters eine Glastür verbaut ist. Im Dach befinden sich drei später hinzugefügte Giebelgauben. Am Südgiebel befinden sich ein Erd- und zwei Dachgeschossfenster. Auf der Südseite befinden sich zwei kleine Windfänge, drei kleine Fenster, insgesamt drei Türen und drei schräge Dachfenster. Am Nordgiebel befinden sich zwei Dachgeschossfenster. Der Fachwerkbau steht auf einem Betonsockel und ist mit roten Holzbrettern verkleidet. Die Fenster sind weiß und das Dach ist mit grauer Dachpappe belegt. | 1938              | —                  |      |       |
| erhaltenswürdig                     | B-184  | Es handelt sich ume ein weiteres gelbes Typhaus 491. | 1949/50           | —                  |      |       |
| erhaltenswürdig                     | B-203  | Das Gebäude ist ein GTO-Typhaus, wobei es sich um eine modifizierte Ausgabe von Typ Thermo und Typ 514 handelt. Das Gebäude steht auf einem Betonsockel und ist ein simpler Fachwerkbau mit ausgebautem Dachgeschoss, Kriechkeller und Satteldach. Auf der Nordostseite befindet sich ein kleiner Anbau mit Schleppdach und auf der südwestlichen Seite ist ein Wintergarten, der teils mit Holz verkleidet ist. Der Südostgiebel hat sechs verschieden große Fenster. Neben der Eingangstür auf der nordöstlichen Seite befinden sich zwei Fenster, während es bei den vergleichbaren Häusern dieses Typs nur eines ist. Die Nordwestfassade hat drei Erdgeschossfenster sowie eine Dachbodenluke. Neben dem Wintergarten auf der südwestlichen Seite befinden sich zwei weitere Fenster. Das Gebäude ist mit petrolfarbenen Holzbrettern verkleidet, während die Fenster und Gebäudekanten weiß sind. Das Dach ist mit Dachpappe bedeckt. Das Gebäude wirkt insgesamt heruntergekommen. | 1951              | —                  |      |       |
| erhaltenswürdig                     | B-204  | Es handelt sich um ein GTO-Typhaus gleichen Typs wie B-203. Dieses ist schwedenrot und besser erhalten. | 1951              | —                  |      |       |
| erhaltenswürdig                     | B-205  | Das Gebäude ist ein weiteres GTO-Typhaus gleichen Typs. Dieses ist braun. | 1951              | —                  |      |       |
| erhaltenswürdig                     | B-206  | Dieses Typhaus ist gelb. Bei einer kürzlichen Renovierung wurde der Wintergarten mindestens vorübergehend entfernt. Es ist ungewiss, ob er noch vorhanden ist. | 1951              | —                  |      |       |
| erhaltenswürdig                     | B-207  | Es handelt sich um ein graublaues Typhaus. | 1951              | —                  |      |       |
| erhaltenswürdig                     | B-208  | Dieses Typhaus gleicht farblich B-204. Allerdings befindet sich hier statt des Wintergartens ein auf der nordwestlichen Seite gelegenes Gewächshaus und ersetzt dafür zwei Fenster. Die zwei Fenster auf der südwestlichen Seite sind daher im Vergleich zu den anderen Gebäuden etwas verschoben. | 1951              | —                  |      |       |
| erhaltenswürdig                     | B-209  | Dieses Typhaus ist graublau. Hier fehlt jedoch das untere kleine Fenster der südöstlichen Fassade. | 1951              | —                  |      |       |
| erhaltenswürdig                     | B-211  | Es handelt sich um ein weiteres GTO-Typhaus. Es ist ebenfalls eine modifizierte Ausgabe des Typs Thermo, aber unterscheidet sich in einigen Punkten von den Gebäuden auf der anderen Straßenseite. Am Nordwestgiebel befinde sich zwei Erdgeschossfenster und ein Kellerfenster. Auf der nordöstlichen Seite ist ein offener Windfang angebaut. Rechts und links dessen sind zwei Fenster. Die Südostfassade hat zwei weitere Erdgeschossfenster. Das angebaute Gewächshaus wurde kürzlich entfernt. Stattdessen befinden sich auf dieser Seite eine Tür und ein Doppelfenster. An der Nordostfassade ist das Dach tiefer, also so, wie bei den anderen Typhäusern der Anbau. Das Gebäude gleicht ansonsten im Baustil den anderen Typhäusern. Die Holzfassade ist grau. | 1951              | —                  |      |       |
| erhaltenswürdig                     | B-213  | Das Gebäude ist vom selben Typ wie B-211. Unterschiede sind die je zwei kleinen Dachgeschossfenster auf der Nordwest- und Südostseite, die insgesamt vier Fenster auf der Nordostseite. Hier ist das Gewächshaus noch erhalten. Das Gebäude ist mit moosgrünen Holzbrettern verkleidet. | 1951              | —                  |      |       |
| erhaltenswürdig                     | B-214  | Das Gebäude ist gleichen Typs wie die beiden vorherigen. Es hat ebenfalls Dachgeschossfenster auf der Nordwestseite wie B-213, nicht jedoch am Südostgiebel. Auf der Nordostseite gleicht die Fensterverteilung derer von B-211. Das Gebäude ist blau. | 1951              | —                  |      |       |
| erhaltenswürdig                     | B-215  | Dieses Typhaus gleicht am eheste B-211. Durch den höheren Sockel ist das Kellerfenster größer. Hier befindet sich neben dem Gewächshaus eine umzäunte Terrasse. Die Gebäudefarbe entspricht am ehesten einem dunklen Türkis oder Seegrün. | 1951              | —                  |      |       |
| erhaltenswürdig                     | B-216  | Das Typhaus unterscheidet sich ebenfalls von den vorherigen. Am Nordwestgiebel befindet sich links ein drittes kleines Fenster sowie ein kleines Dachgeschossfenster und ein größeres Kellerfenster. Die Südostseite hat die üblichen zwei Erdgeschossfenster sowie ein kleines Dachfenster wie auf der gegenüberliegenden Seite. Rechts des Gewächshauses findet sich eine umzäunte Terrasse und links ein weiteres Kellerfenster. Das Gebäude ist rot verkleidet. | 1951              | —                  |      |       |
| erhaltenswürdig                     | B-217  | Das Typhaus hat dieselbe Fensteraufteilung wie B-211. Neben dem Gewächshaus finden sich eingezäunt eine Terrasse und ein Garten. Das Gebäude ist mit Holzbrettern in einem sehr hellen Grau verkleidet. | 1951              | —                  |      |       |
| erhaltenswürdig                     | B-218  | Dieses Typhaus im Gegensatz zu den anderen hat ein größeres Kellerfenster sowie zwei kleine Dachgeschossfenster an beiden Giebeln. Außerdem befindet sich ein weiteres Doppelfenster links neben dem Gewächshaus. Das Gebäude ist rot. | 1951              | —                  |      |       |
| erhaltenswürdig                     | B-219  | Das Typhaus hat zwei Kellerfenster auf der Giebelseite. Das Gebäude wurde kürzlich renoviert. Dabei wurden offensichtlich die Dachgeschossfenster entfernt. Vor der Renovierung war das Gebäude dunkelgrün. | 1951              | —                  |      |       |
| erhaltenswürdig                     | B-220  | Bei dem Gebäude handelt es sich wieder um ein Typhaus der anderen Straßenseite (wie B-204 bis B-209). Es ist moosgrün verkleidet. | 1951              | —                  |      |       |
| erhaltenswürdig                     | B-221  | Das Typhaus ist ein unmodifizierter Typ 514. Der Frontgiebel gleicht der modifizierten Variante, allerdings befindet sich hier kein Anbau neben der Tür. Links neben der Tür befinden sich zwei Fenster, während es auf der südöstlichen Seite drei sind. Der Wintergarten befindet sich am Nordostgiebel. Links davon sitzt ein weiteres Fenster. Das Gebäude ist rot verkleidet. | 1951              | —                  |      |       |
| erhaltenswürdig                     | B-222  | Das Gebäude ist ebenfalls ein Typhaus 514 und hat eine seegrüne Farbe. | 1951              | —                  |      |       |
| erhaltenswürdig                     | B-245  | Das Gebäude ist ein einstöckiges Holzhaus mit Satteldach und ausgebautem Dachgeschoss. Die Südfassade wird von einem Zwerchhaus dominiert. Im Erdgeschoss befinden sich sieben Fenster und ein Windfang mit einem frontalen achten Fenster und der Eingangstür an der Seite. Das Zwerchhaus hat drei Dachgeschossfenster. Links und Rechts des Zwerchhauses befinden sich zwei bzw. eine Giebelgaube. Am Westgiebel befindet sich eine Dachgeschosstür, zu der man über eine Rampe gelangt. Auf der Nordfassade befinden sich drei verschieden große Fenster, fünf Giebelgauben und ein Anbau mit Pultdach, Fenster und Tür. Der Ostgiebel hat zwei Erdgeschossfenster und ein Dachgeschossfenster. Das Gebäude wirkt an seiner Frontfassade sehr asymmetrisch und es ist davon auszugehen, dass es später vergrößert worden ist. Auch die Gauben sind später hinzugefügt worden. Das Dach ist mit Holzschindeln bedeckt, während die Fassade weiß ist. Die Fenster sind rot und die Rahmen und Gebäudekanten dunkelgrün. Das Gebäude wurde um 1895 errichtet und war die südgrönländische Druckerei, in der die Atuagagdliutit gedruckt wurde. Später diente das Gebäude als Sitzungssaal für Sydgrønlands Landsråd. Heute ist es ein Freizeitheim. | um 1895           | —                  |      |       |
| erhaltenswürdig                     | B-248  | Das Gebäude steht auf einem Betonsockel. Es ist einstöckig mit ausgebautem Dachgeschoss unter dem verschindeltem Satteldach. An der Nordostfassade befindet sich die Eingangstür sowie vier verschieden große Fenster. Der Südostgiebel befinden sich zwei Erdgeschoss- und ein Dachgeschossfenster. Die Südwestseite hat drei Fenster und eine Glastür, die zur Terrasse führt. An der Nordwestseite befindet sich ein kleiner Anbau sowie je zwei Fenster im Erd- und Dachgeschoss. Das Gebäude ist mit vertikalen schwedenroten Holzbrettern verkleidet. Alle Fenster und Türen sowie die Ecklisenen sind weiß. Auf dem Dach befindet sich ein gemauerter Schornstein. Das Gebäude wurde aus den Materialien eines früheren Gebäudes errichtet und diente als Wohnung des Handelsassistenten. | um 1928           | —                  |      |       |
| erhaltenswürdig                     | B-292  | Das Gebäude ist ein Einfamilienhaus mit auffälliger Architektur. Der Hauptteil des Gebäudes ist ein kleiner Bau mit Satteldach. Auf der Südseite ist jedoch ein Zwerchhaus mit eigenem Satteldach verbaut, das nicht zentral im Dach sitzt, sondern mit den östlichen Abschluss des Gebäudes bildet. Auf der Westseite befindet sich ein Anbau mit zwei geteilter Dachkonstruktion, der einen Seitenflügel bildet, da er weit über die Gebäudebreite hinausgeht. Auf der Ostseite befindet sich ein weiterer Anbau mit asymmetrischem Satteldach, der fast so groß ist wie das Hauptgebäude selbst, aber kein Dachgeschoss hat. Das Hauptgebäude hat auf der Nordseite eine flache Schleppgaube. Das Gebäude steht auf einem Betonsockel. Die Verkleidung ist weiß wie die Fenster. Das Dach ist mit Dachpappe bedeckt. | 1933              | —                  |      |       |
| erhaltenswürdig                     | B-398  | | ????              | —                  |      |       |
| erhaltenswürdig                     | B-514  | | ????              | —                  |      |       |
| erhaltenswürdig                     | B-515  | | ????              | —                  |      |       |
| erhaltenswürdig                     | B-615  | Das Wohnhaus steht isoliert mitten auf Aqqaluks Plads. An der Südfassade befinden sich drei große Fenster sowie ein weiteres im Zwerchhaus. Anstelle der drei großen Fenster befanden sich früher sechs kleinere. Der Westgiebel hat ein Dachgeschossfenster. Auf der Nordseite befindet sich ein Windfang mit Satteldach und Fenstern auf beiden Seiten sowie über der Tür. Links vom Windfang befindet sich ein weiteres Fenster. Am Ostgiebel befindet sich je ein Fenster im Erd- und Dachgeschoss. Das Gebäude ist schwedenrot verkleidet, hat weiße Fenster und Ecklisenen. | 1920              | denkmalwürdig      |      |       |
| erhaltenswürdig                     | B-804  | Das Einfamilienhaus ist ein einstöckiger Holzbau auf einem Betonsockel mit ausgebautem Dachgeschoss. Der Ostteil des Gebäudes ist jedoch zweistöckig. Auf der Nordseite reicht das Dach deutlich weiter herunter über einen Seitenflügel. Auf der Westseite befindet sich ein Windfang. Insgesamt ist kein architektonisches Konzept in dem Gebäude zu erkennen, ähnlich wie bei B-292. Es ist mit schwedenroten Holzbrettern verkleidet und hat weiße Fenster und Ecklisenen. | 1943              | —                  |      |       |
| erhaltenswürdig                     | B-812  | Das Gebäude ist einstöckig mit ausgebautem Dachgeschoss und Kriechkeller in einem hohen Betonsockel. Am Westgiebel befindet sich ein Anbau, ebenso wie an der Südfassade, wo sich zudem eine Giebelgaube befindet. Das Satteldach des Gebäudes ist mit Dachpappe bedeckt. Die Fassade ist dunkelblau gestrichen und der Sockel weiß. | 1941              | —                  |      |       |
| erhaltenswürdig                     | B-821  | Das Wohnhaus wurde zahlreiche Male um- und ausgebaut. Ursprünglich war es zwei Fenster breit. Heute befinden sich an der Südwestfassade drei große Fenster. Im Dach darüber sind zwei große Schleppgauben eingebaut. Am Nordwestgiebel befindet sich ein kleiner verglaster Erker und ein Dachgeschossfenster. Die Nordostseite hat einen schmalen Anbau über drei Viertel der Gebäudelänge. Darin befinden sich vier Fenster und die Eingangstür. Auf dieser Dachseite befindet sich eine weitere Gaube. Am südöstlichen Giebel befindet sich ein kleiner Anbau mit Fenster. Das Hauptgebäude hat auf dieser Seite je ein Erd- und Dachgeschossfenster. An der östlichen Ecke des Gebäudes liegt ein angebauter Schuppen. Der Gebäudesockel ist schwarz bemalt. Die Fassade ist mit weißen Holzbrettern eingedeckt. Die Fenster sind ebenso weiß, während die Rahmen und Gebäudekanten rot sind. Das Satteldach ist mit Dachpappe bedeckt. | 1946              | —                  |      |       |
| erhaltenswürdig                     | B-837  | Das Wohnhaus steht auf einem schwarzen Betonsockel. Auf der Nordseite hat es einen großen Anbau und einen kleineren am Ostgiebel. An der Südfassade befinden sich drei Erdgeschossfenster und darüber eine Schleppgaube mit zwei Fenstern. Der Westgiebel hat zwei Erdgeschossfenster und ein Dachgeschossfenster. Der Anbau auf der Nordseite hat ein kleines Fenster östlich und ein kleines Giebelfenster. Das Gebäude ist mit blaugrauen Holzbrettern verkleidet. Die Fenster und Gebäudekanten sind weiß. Das Krüppelwalmdach ist mit Dachpappe bedeckt. | 1930              | —                  |      |       |
| erhaltenswürdig                     | B-841  | Dieses Wohnhaus ist simpel gebaut. Es steht auf einem schwarzen Betonsockel und hat auf beiden Seiten des Satteldachs eine große Schleppgaube mit je zwei Fenstern. Das Gebäude ist vier Fenster breit. Auf der Ostseite befindet sich ein Windfang mit walmähnlichem Dach. Die Fassade besteht aus gelben Holzbrettern. Die Fenster und Gebäudekanten sind weiß. Das Dach ist untypischerweise mit Dachziegeln bedeckt. | 1930              | —                  |      |       |
| erhaltenswürdig                     | B-843  | Das Gebäude ist das Wohnhaus von Niels Lynge gewesen. Es handelt sich um ein kleineres Haus mit Satteldach, das auf einem schwarzen Betonsockel steht. Am Westgiebel befindet sich ein großer Windfang, der die volle Breite des Gebäudes ausfüllt, aber etwas nach links versetzt ist und so über die Gebädueecke hinausragt. Im Windfang befinden sich zwei Fenster und drei Türen. Er hat zudem eine auffällige Dachkonstruktion mit einem Satteldach, dass an den Seiten flacher ist als in der Mitte. Am Westgiebel befindet sich zudem ein Dachgeschossfenster. Die beiden Gebäudeseiten haben je zwei große Fenster. Die Gebäudeverkleidung ist weiß. Die Fenster und Gebäudekanten sind rot. Das Satteldach ist mit Dachpappe bedeckt und hat einen zentralen gemauerten Schornstein. Niels Lynge war unter anderem Maler und die Innenwände sind mit seinen Werken bemalt. Das Gebäude dient heute als Teil des Nuuk-Kunstmuseums. | 1951              | —                  |      |       |
| erhaltenswürdig                     | B-978  | Das einstöckige Wohnhaus hat ein ausgebautes Dachgeschoss. Das Hauptgebäude hat ein Krüppelwalmdach, das für Grönland ungewöhnlich mit Dachziegeln bedeckt ist. Auf der Nordseite befindet sich ein großer Anbau mit Pultdach. Auf der Südseite ist ein Zwerchhaus ins Dach eingebaut. Der Betonsockel ist weiß, die Fassade ist mit dunkelbraunen Holzbrettern verkleidet und die Fenster und Gebäudekanten sind ebenso weiß. | 1920              | —                  |      |       |
| erhaltenswürdig                     | B-1859 | Das Gebäude ist ein großes Lagergebäude. Es ist einstöckig und hat ein hohes verschindeltes Satteldach, worunter sich ein ausgebautes Dachgeschoss und ein Dachboden befinden. Das Erdgeschoss ist aus Stein gefertigt, während die Dachgeschosse mit schwedenroten Holzbrettern verkleidet sind. Im Dach befinden sich auf beiden Seiten zwei Giebelgauben mit Dachgeschossfenstern und drei kleine Dreiecksgauben auf Höhe des Dachbodens. Auf der Ostseite befindet sich ein Fenster. Auf der Westseite sind zwei schmale Tore mit Oberlichtern verbaut. Der Nordgiebel hat ein Scheuentor und links ein Fenster. Im Dachgeschoss befinden sich eine Tür, die über eine Treppe zu erreichen ist, und zwei Fenster. Ein weiteres Fenster befindet sich am Dachboden. Der Südgiebel ist nahezu baugleich, aber statt des Dachbodenfensters befindet sich hier eine Dachbodenluke. Das Gebäude wurde entweder von Helge Bojsen-Møller oder dem Zimmermann Peter Wedsted entworfen. Die Steinmetze Carl und Hjalmar Andersen waren am Bau beteiligt. Es wurde ursprünglich als Lager für Trockenfisch verwendet. Ende der 1970er Jahre wurde es von Karsten Rønnow umgebaut und dient seit 1977 als Museumsgebäude. Zwischenzeitlich wurde es auch vom Landesarchiv benutzt. | 1929              | denkmalwürdig      |      |       |
| erhaltenswürdig                     | B-1860 | Das Gebäude steht neben dem vorherigen und ähnelt diesem. Es wurde von Helge Bojsen-Møller errichtet. Das Lagergebäude steht auf einem Betonsockel. Die Westfassade hat drei Fenster und zwei Scheunentore sowie drei Dreiecksgauben zum Dachgeschoss und zwei zum Dachboden. Auf der Ostseite sind fünf Fenster, eine Tür, drei Dreiecksgauben im Dachgeschoss und eine Dachbodendreiecksgaube. Der Südgiebel hat zwei Erdgeschossfenster, zwei Dachgeschossfenster, ein Tor im Dachgeschoss, das über eine Dachwinde zu erreichen ist und zwei Fenster auf Höhe des Dachbodens. Die gegenüberliegende Seite ist fast identisch, allerdings fehlt hier das linke Erdgeschossfenster, an dessen Stelle eine Treppe zum Dachgeschosstor steht. Die Fassade ist vollständig mit vertikalen schwedenroten Holzbrettern verkleidet. Das Dach ist mit Schindeln versehen. Das Gebäude wurde ebenfalls als Fischlager genutzt, 1980 restauriert und dient heute ebenfalls als Museumsgebäude. | 1860              | denkmalwürdig      |      |       |
| erhaltenswürdig                     | B-2370 | Das einstöckige Wohnhaus hat zwei Flügel und ein ausgebautes Dachgeschoss und einen Keller in einem hohen Betonsockel. Der Seitenflügel ist etwas niedriger als der Hauptteil des Gebäudes. Es hat an der Längsseite je ein kleines Fenster und zusätzlich ein Dachgeschossfenster über der Eingangstür. Auf der Nordfassade des Hauptteils befindet sich ein Erdgeschossfenster. Der Ostgiebel hat nur ein Dachgeschossfenster. Auf der Südseite befinden sich drei Fenster und eine Tür, die zu einer hohen Terrasse führt. Am Westgiebel befinden sich ein Erd- und ein Dachgeschossfenster. Kellerfenster ziehen sich um das gesamte Gebäude. Das Satteldach ist mit Dachschindeln bedeckt und hat zentral einen gemauerten Schornstein. Der Sockel ist grau, die Fassade typisch schwedenrot mit weißen Fenstern und Kanten. Das Gebäude wurde 1987 neugebaut auf Basis des vorherigen Gebäudes. | 1987              | —                  |      |       |
| besonders erhaltenswürdiger Bereich | 1C12   | Das Gebiet umfasst größtenteils moderne große Gebäude im Stadtzentrum, aber auch die historischen Konsulate. | —                 | —                  |      |       |
| besonders erhaltenswürdiger Bereich | 1C14   | Das Gebiet bildet den ältesten Teil der Stadt. Hier befinden sich vor allem die alten Handelsgebäude aus der Kolonialzeit sowie die Wohnhäuser der Handelsbediensteten. Viele der Gebäude werden heute vom Museum genutzt. | —                 | —                  |      |       |
| besonders erhaltenswürdiger Bereich | 1D2    | Der Bereich umfasst nur wenige Gebäude. Dies sind vor allem das markante alte Krankenhaus sowie die kirchlichen Gebäude der Kolonie. Das Gebiet beherbergt zudem Aqqaluks Plads und den Berg mit der Statue von Hans Egede. | —                 | —                  |      |       |
| besonders erhaltenswürdiger Bereich | 1D3    | Der Bereich bildet die frühere Missionsstation Neu-Herrnhut der Herrnhuter Brüdergemeine. Früher befanden sich dort einige Torfmauerhäuser, aber heute ist das Missionsgebäude das einzige historische Gebäude im Bereich. Dazu kommt der historische Friedhof. Lediglich ein weiteres Gebäude liegt im Gebiet, nämlich die Biologenstation des Naturinstituts. | —                 | —                  |      |       |
| erhaltenswürdiger Bereich           | 1A2    | Es handelt sich um ein Wohngebiet entlang der Niels Hammekenip Aqqutaa. | —                 | —                  |      |       |
| erhaltenswürdiger Bereich           | 1A6    | Ein Teil des Gebiets ist erhaltenswürdig. Das betroffene Wohngebiet besteht aus GTO-Typhäuser aus den 1950er und 1960er Jahren, die sehr ordentlich angelegt worden sind. | —                 | —                  |      |       |
| erhaltenswürdiger Bereich           | 1A7    | Der Bereich bildet das Wohngebiet an der Straße Inspektørbakken mit Eigenbauhäusern. | —                 | —                  |      |       |

### Kapisillit
| Typ             | Nr.   | Beschreibung | Baujahr | Datum | Bild | Beleg |
| --------------- | ----- | ------------ | ------- | ----- | ---- | ----- |
| erhaltenswürdig | B-108 |              | ????    | —     |      |       |
| erhaltenswürdig | B-109 |              | ????    | —     |      |       |
| erhaltenswürdig | B-269 |              | ????    | —     |      |       |

### Qeqertarsuatsiaat
| Typ             | Nr.    | Beschreibung                      | Baujahr | Datum          | Bild | Beleg |
| --------------- | ------ | --------------------------------- | ------- | -------------- | ---- | ----- |
| Denkmalschutz   | B-93   | Das Gebäude ist heute eine Ruine. | 1763    | 12. April 1983 |      |       |
| erhaltenswürdig | B-91   |                                   | ????    | —              |      |       |
| erhaltenswürdig | B-154  |                                   | ????    | —              |      |       |
| erhaltenswürdig | B-155  |                                   | ????    | —              |      |       |
| erhaltenswürdig | B-157  |                                   | ????    | —              |      |       |
| erhaltenswürdig | B-1126 |                                   | ????    | —              |      |       |

## Distrikt Paamiut

### Paamiut
| Typ                                 | Nr.   | Beschreibung | Baujahr | Datum            | Bild | Beleg |
| ----------------------------------- | ----- | --- | ------- | ---------------- | ---- | ----- |
| Denkmalschutz                       | B-30  | Das Fischlager steht direkt am Hafenbecken. Der von Helge Bojsen-Møller entworfene Fachwerkbau ist mit Holzbrettern verkleidet. | 1919    | 13. Februar 2013 |      |       |
| Denkmalschutz                       | B-61  | Das Salzhaus ist direkt an B-30 angebaut und gleicht diesem architektonisch. Es ist ebenfalls von Helge Bojsen-Møller und ist ein bretterverkleideter Fachwerkbau. Es besteht nur aus einem Raum und hat einen Hängeboden. | 1920    | 13. Februar 2013 |      |       |
| Denkmalschutz                       | B-83  | Die Kirche wurde von Helge Bojsen-Møller entworfen. Es handelt sich um das erste Bauwerk, das der Architekt in Grönland zeichnete. Bei dem Gebäude handelt es sich um eine neuzeitliche Stabkirche nach norwegischem Vorbild, was sie einzigartig in Grönland macht. Die Fassade ist lachsfarben bis rotbraun, die Kanten sind lehmfarben und die Dachschindeln grün. Die Fenster und die Tür sind weiß. Ole Nielsen verlängerte die Kirche in den 1980er Jahren um zwei Fensterlängen. Die Kirche steht an der Stelle, an der sich drei Straßen Paamiuts kreuzen, womit man vom zentralen Punkt der Stadt sprechen kann. Um die Kirche herum befindet sich ein Friedhof. | 1909    | 2. November 1998 |      |       |
| erhaltenswürdig                     | B-7   | Die Wohnung des Handelsassistenten ist ein Fachwerkgebäude mit Bretterverkleidung, die von Helge Bojsen-Møller entworfen wurde. Es wurde nach seiner Errichtung 1939 noch einmal umgebaut. Es ist heute ein Teil des Museums. | 1939    | denkmalwürdig    |      |       |
| erhaltenswürdig                     | B-10  | Die Wohnung des Handelschefs wurde 1839 als Verwalterwohnhaus errichtet. Der Stockwerkbau ist mit Brettern verkleidet und steht auf einem hohen Steinsockel. 1962 wurde es umgebaut und 1976 erfolgte der Anbau eines Windfangs. Es dient heute als Museumsgebäude. | 1839    | denkmalwürdig    |      |       |
| erhaltenswürdig                     | B-15  | Das Postbüro ist ein Fachwerkbau mit Bretterverkleidung. Er diente früher als Laden. Das Gebäude wurde in den 1970er Jahren umgebaut. | 1939    | —                |      |       |
| erhaltenswürdig                     | B-17  | Die als Fachwerkbau errichtete Zimmererwerkstatt erhielt ihr Aussehen 1900. Sie besteht aus zwei zusammengebauten Gebäuden, von denen eines eine alte Böttcherei war. An der südwestlichen Ecke befindet sich ein Uhrenhäuschen. Es dient als Museumsgebäude. | 1900    | denkmalwürdig    |      |       |
| erhaltenswürdig                     | B-19  | Es handelt sich um ein Nebengebäude, das aus grobem Stein gefertigt wurde und nach und nach vergrößert worden ist. Um 1900 wurde es als Krankenhaus genutzt. Bei seiner Verlängerung 1919 diente es hingegen als Ziegenstall. | um 1850 | denkmalwürdig    |      |       |
| erhaltenswürdig                     | B-38  | Das Handelsbüro diente zeitweilig als Postgebäude. Es ist ein mit Brettern verkleideter Fachwerkbau und hat seine ornamentalen Baudetails behalten. Es wird heute als Museumsgebäude genutzt. | um 1925 | denkmalwürdig    |      |       |
| erhaltenswürdig                     | B-54  | Es handelt sich um ein Lagergebäude, das ursprünglich als Tranlager genutzt wurde. Es lag ursprünglich mehr zum Wasser hin, wurde aber bei der Ausweitung des Hafenbeckens an seine heutige Position versetzt. Das Gebäude ist in den kleinen Abhang hineingebaut und hat grobe Steinmauern, die gelb bemalt wurden. Die Giebel sind mit Holzbrettern verkleidet. | um 1860 | denkmalwürdig    |      |       |
| erhaltenswürdig                     | B-55  | Das Museum wurde als Proviantlager errichtet. 1948 war es ein Posthaus. Als Museum dient es erst seit seiner Restaurierung 1981. Es ist das besterhaltene Steingebäude der Stadt. | 1866    | denkmalwürdig    |      |       |
| erhaltenswürdig                     | B-56  | Der Eisenkramladen ist ein mit Brettern verkleideter Fachwerkbau mit zwei Etagen und ausgebautem Dachgeschoss. Er diente früher als Lagergebäude. In den 1970er Jahren wurde es umgebaut. | 1931    | —                |      |       |
| erhaltenswürdig                     | B-63  | Die Schmiede und Böttcherei ist ein Steinhaus, das 1927 sein heutiges Aussehen erhielt. | 1927    | —                |      |       |
| erhaltenswürdig                     | B-68  | Das Lagergebäude gleicht in seinem Aussehen dem danebenstehenden Gebäude B-54, es ist allerdings etwa 40 Jahre jünger. Es ist ebenfalls in den Abhang gebaut, hat gelbe Steinmauern und Holzgiebel. Es diente früher als Boots- und Kohlenhaus. | 1901    | —                |      |       |
| erhaltenswürdig                     | B-85  | Das Missionsgebäude war anfangs eine Schule Das Gebäude stand ursprünglich anstelle der Assistentenwohnung B-7 und wurde bei dessen Errichtung 1939 an seine heutige Stelle versetzt. Es existierte schon vor 1860. Bei dem Gebäude handelt es sich um einen Fachwerkbau mit Bretterverkleidung. | ????    | denkmalwürdig    |      |       |
| erhaltenswürdig                     | B-86  | Die Wohnung des Pastors wurde ebenfalls von Helge Bojsen-Møller geschaffen. Das 1922 errichtete Gebäude wurde 1936 noch von ihm selbst ausgeweitet. Es ist von einem umzäunten Garten umgeben. | 1922    | denkmalwürdig    |      |       |
| erhaltenswürdig                     | B-93  | Dienstwohnung | 1948    | denkmalwürdig    |      |       |
| erhaltenswürdig                     | B-94  | Das frühere Telegrafieexpeditionsgebäude dient heute als Wohnhaus. | 1947    | denkmalwürdig    |      |       |
| erhaltenswürdig                     | B-95  | Telegrafieverwalterwohnung | 1947    | denkmalwürdig    |      |       |
| erhaltenswürdig                     | B-96  | Dienstwohnung | 1947    | denkmalwürdig    |      |       |
| erhaltenswürdig                     | B-314 | | ????    | —                |      |       |
| erhaltenswürdig                     | B-406 | Es handelt sich um ein Eigenbauheim aus den 1920er Jahren. | 1920er  | denkmalwürdig    |      |       |
| erhaltenswürdig                     | B-980 | | ????    | —                |      |       |
| besonders erhaltenswürdiger Bereich | 20C1  | Das Gebiet bildet den historischen Bereich aus der Kolonialzeit. Er besteht aus dem Hafenbereich mit Lager- und Produktionsgebäuden, dem Gebiet mit den Wohnhäusern der Handelsbediensteten und einem Bereich, der kirchliche Gebäude aus Zeiten der Missionierung enthält. Hervorhebenswert ist zudem die dekorative Bagerbroen (deutsch Bäckerbrücke), die einen kleinen Fluss im Kolonialbereich überspannt. Sie wurde zu Beginn der 1920er Jahre errichtet und war 30 Jahre lang die einzige Möglichkeit den Fluss zu überqueren. | —       | —                |      |       |

## Distrikt Ivittuut

### Ivittuut
De gule bynotater nennen zahlreiche bedeutende Gebäude in Ivittuut, aber im Kommunalplan wird keinerlei Schutzstatus in der verlassenen Siedlung angegeben.

## Distrikt Ittoqqortoormiit

### Ittoqqortoormiit
| Typ                       | Nr.  | Beschreibung                                                                       | Baujahr | Datum | Bild | Beleg |
| ------------------------- | ---- | ---------------------------------------------------------------------------------- | ------- | ----- | ---- | ----- |
| erhaltenswürdig           | B-22 | Das Gebäude wurde vor 1940 errichtet.                                              | ????    | —     |      |       |
| erhaltenswürdig           | B-33 | Das Gebäude gehört zu den ältesten der Stadt und stammt aus dem Jahr der Gründung. | 1925    | —     |      |       |
| erhaltenswürdig           | B-36 | Das Gebäude gehört zu den ältesten der Stadt und stammt aus dem Jahr der Gründung. | 1925    | —     |      |       |
| erhaltenswürdiger Bereich | 40A1 | Der Bereich umfasst GTO-Typhäuser aus den 1950er und 1960er Jahren.                | —       | —     |      |       |

## Distrikt Ammassalik

### Tasiilaq
Hinweis: Zwei der Gebäude erscheinen nicht im Kommunalplan, stehen aber in der Liste des Nationalmuseums in de gule bynotater.
| Typ                                 | Nr.  | Beschreibung | Baujahr | Datum            | Bild | Beleg |
| ----------------------------------- | ---- | --- | ------- | ---------------- | ---- | ----- |
| Denkmalschutz                       | B-41 | Die alte Kirche von Tasiilaq wurde 1903 von Peter Anton Cortsen entworfen. Sie wurde jedoch erst 1908 eingeweiht. Anfangs diente sie auch als Schulgebäude. 1955 wurde sie vom Architekturbüro von Grønlands Tekniske Organisation verlängert. 1989 wurde sie renoviert und dient seither als Museum. Es handelt sich bei dem Gebäude um einen Fachwerkbau mit Holzverkleidung. Auf dem mit Schindeln bedeckten Dach befindet sich ein Dachreiter. Die Enden der Dachsparren sind sichtbar, wie es für Peter Anton Cortsen typisch war. | 1908    | 2. November 1998 |      |       |
| Denkmalschutz                       | B-42 | Die Wohnung des Missionars wurde 1894 als eines der drei ersten Häuser nach Tasiilaq gebracht, aber erst im Frühsommer 1895 errichtet. Es handelt sich um einen Fachwerkbau mit Bretterverkleidung und verschindeltem Dach. Das Gebäude wurde vom Architekten C. I. Kyhn entworfen. Die Fenster wurden später mehrfach versetzt. Der Windfang an der Nordfassade und der Anbau am Westgiebel sind später hinzugefügt worden. | 1895    | 2. November 1998 |      |       |
| Denkmalschutz                       | B-47 | Die Wohnung des Kolonialverwalters wurde 1895 mit dem zweiten Schiff, das die neue Kolonie erreichte, errichtet. Es handelt sich ebenfalls um einen verkleideten Fachwerkbau aus der Feder von C. I. Kyhn. Das Gebäude wurde 1904 nach Plänen von Peter Anton Cortsen ausgebaut, wobei der Anbau am Ostgiebel ergänzt wurde. Von 1928 bis 1948 war das Gebäude ein Krankenhaus. Dabei wurde es vermutlich im für grönländische Krankenhäuser typischen Gelb gestrichen. Der Windfang auf der Westseite stammt wahrscheinlich aus dem Jahr 1952, als das Gebäude als Behandlungszentrum für Tuberkuloseerkrankte genutzt wurde.                      | 1895    | 2. November 1998 |      |       |
| Denkmalschutz                       | B-48 | Die Wohnung des Helfers, die Skæven genannt wird, weil das Gebäude teils im Boden versunken ist und damit schief steht. Es wurde vermutlich von Peter Anton Cortsen entworfen. In den 1920er Jahren wurde das Gebäude um vier Meter verlängert. Vermutlich zeitgleich wurde ein kleines Kohlenlager angebaut. | 1904    | 2. November 1998 |      |       |
| Denkmalschutz                       | B-51 | Das Kastellet genannte Gebäude war eines der drei ersten Häuser, die in Tasiilaq errichtet worden sind. Es kam 1894 hierhin. Das andere Gebäude aus diesem Jahr wurde in den 1940er Jahren abgerissen. Damit ist das Kastellet das älteste erhaltene Haus Tasiilaqs. Es diente anfangs als Wohnhaus für die Personen, die die damalige Kolonie gründeten. Es wurde anschließend für alle möglichen Zwecke genutzt. Heute ist es vor allem ein Bürogebäude. Der Fachwerkbau war ursprünglich mit Holz verkleidet. Später wurde diese Fassade durch eine aus Dachpappe ersetzt. Mittlerweile befindet sich wieder eine Bretterverkleidung am Gebäude. | 1894    | 2. November 1998 |      |       |
| Denkmalschutz                       | B-55 | Die Katechetenwohnung wurde 1950 errichtet und ist heute ein Leihhaus. | 1950    | 2. November 1998 |      |       |
| erhaltenswürdig                     | B-7  | Die Wohnung des Telegrafenmeisters war das erste Gebäude im Süden der Stadt. Es wurde 1925 nach allgemeinen Plänen von Helge Bojsen-Møller errichtet. Das Gebäude ist ein Fachwerkbau mit Bretterfassade und Dachschindeln. 1951 wurde es ausgebaut und Ende der 1980er Jahre renoviert. | 1925    | denkmalwürdig    |      |       |
| erhaltenswürdig                     | B-29 | Das Gemüsehaus ist ein Holzhaus, dessen Fassaden von grasbewachsenen Torfmauern umgeben sind. Vermutlich handelt es sich um das besterhaltene Gebäude seiner Art Grönlands. | 1950    | denkmalwürdig    |      |       |
| erhaltenswürdig                     | B-30 | Das Gebäude wurde 1928 nach Plänen von Helge Bojsen-Møller angelegt. Es diente dem Inspektor für Ostgrönland dienen. Der einzige ostgrönländische Inspektor war jedoch Ejnar Mikkelsen von 1933 bis 1950. 1961 erhielt das Gebäude einen Anbau auf der Westseite, der vom Architekturbüro von Grønlands Tekniske Organisation entworfen worden war. Die Dachgaube auf der Südseite ist ebenfalls bei einem späteren Umbau entstanden. | 1928    | denkmalwürdig    |      |       |
| erhaltenswürdig                     | B-32 | Es handelt sich um ein Einfamilienhaus aus dem Jahr 1947. Es wurde als Holzhaus auf einem Betonfundament errichtet. Östlich des Gebäudes findet sich ein Plateau, das früher vermutlich als Garten diente. | 1947    | denkmalwürdig    |      |       |
| erhaltenswürdig                     | B-33 | Das Gebäude wurde nach Plänen von Helge Bojsen-Møller errichtet und diente als Lagergebäude und Bäckerei. Das Erdgeschoss des außerordentlich großen Gebäudes war ein Kohlelager und besteht aus Beton, während das Obergeschoss aus Holz gefertigt ist. 1986 wurde an der Südseite ein Laden angebaut. | 1940    | denkmalwürdig    |      |       |
| erhaltenswürdig                     | B-35 | Die Zimmererwerkstatt ist ein kleiner Fachwerkbau mit Holzbrettverkleidung. Dem Errichtungsjahr zufolge muss sie später nach Tasiilaq gebracht worden sein. | 1889    | denkmalwürdig    |      |       |
| erhaltenswürdig                     | B-54 | Es handelt sich um das Nebengebäude zur Inspektorenwohnung. | ????    | —                |      |       |
| erhaltenswürdig                     | B-59 | Das Gebäude ist die Leichenkapelle. | ????    | —                |      |       |
| besonders erhaltenswürdiger Bereich | 30C1 | Das Gebiet bildet den ältesten Teil der Stadt. Hier wurde ab 1894 die damalige Missions- und Handelskolonie betrieben. | —       | —                |      |       |
| erhaltenswürdiger Bereich           | 30A3 | Das Wohngebiet aus den 1960er Jahren besteht größtenteils aus GTO-Doppelhäusern. | —       | —                |      |       |